# Marovato Befeno
Marovato Befeno is een plaats en commune in het zuiden van Madagaskar, behorend tot het district Ambovombe, dat gelegen is in de regio Androy. Tijdens een volkstelling in 2001 telde de plaats 60.200 inwoners.
De plaats biedt enkel lager onderwijs aan. 70% van de bevolking werkt er als landbouwer en 28% houdt zich bezig met veeteelt. De meest belangrijke landbouwproducten zijn maniok en pinda's, overige belangrijke producten zijn mais, cowpeas en bambara grondnoot. Verder is 2% actief in de dienstensector.